# 袁督师庙
袁督师庙，位于北京市东城区龙潭公园内，是为纪念明朝的袁崇焕而建立。

## 历史
此庙是民国六年（1917年）广东东莞人张伯桢（张次溪之父）为纪念明朝忠直而死的同鄉督师袁崇焕而建立。
自中华人民共和国成立初期，袁督师庙封闭了半个多世纪，一直未对外开放。2003年春节起，袁督师庙对游客开放。此次开放是因不久前龙潭公园对袁督师庙附近居住的17户居民实施了外迁，使得袁督师庙具备了开放条件。

## 建筑
袁督师庙正门上方有康有为手书的“袁督师庙”四字，两侧对联为：
其身世系中夏存亡千秋享庙死重泰山当时乃蒙大难
闻鼙鼓思东辽将帅一夫当关隐若敌国何处更得先生
门内墙壁上有康有为题写的《明袁督师庙记》石刻。

## 张园
袁崇焕故宅位于如今的袁督师庙南面不远，清末废为民居，墙倒屋塌。民国初年，张伯桢出资购置此地，进行了修整，种植了不少花木，附近居民遂称此处为“张园”。门牌号后来为左安门内新西里三号。1946年张伯桢逝世以后，由于政局多变，且庭园渐见荒芜，张次溪遂征得弟弟同意，将这处房地捐给龙潭公园管理。
齐白石曾在1931年（辛未年）应张伯桢之邀，到张园寓居。《白石老人自述》中说：“我到了夏天，常去避暑。记得辛未那年，你同尊公特把后跨院西屋三间，让给我住，又划了几丈空地，让我莳花种菜，我写了一张‘借山居’横额，挂在屋内。我在那里绘画消夏，得气之清，大可以洗涤身心，神思自然就健旺了。”（文中的“你同尊公”分别指张次溪、张伯桢）民国二十五年（1936年）农历三月初七日（清明节前七日），齐白石、陈散原、杨云史、吴北江等人应张伯桢之邀到张园，参拜袁崇焕遗像。大家吃饭时，齐白石谈起想在香山附近觅地建生圹，并提到前几年已请汪颂年（诒书）写过“处士齐白石之墓”七字的碑记。